# Metinho
Metinho, pseudonimo di Abemly Meto Silu (Matadi, 23 aprile 2003), è un calciatore brasiliano, centrocampista del Basilea.

## Biografia
Metinho è nato a Matadi nella Repubblica Democratica del Congo ma si è trasferito in Brasile all'età di un anno, dopo le persecuzioni religione subite da suo padre Abel. Dopo essersi stabilito nella favela di Cinco Bocas a Brás de Pina, nella periferia di Rio de Janeiro, è cresciuto con il soprannome di Metinho per via del diminutivo del  suo nome.

## Carriera
Metinho è cresciuto nelle giovanili del Madureira prima di effettuare un provino con il Vasco da Gama. Gli è stato offerto un contratto, ma ha cambiato idea prima di concludere l'accordo, deciso ad aspettare che il Fluminense facesse un'offerta. Si e unito al Tricolor e si è trasferito dalla favela in una casa di proprietà dell'allora compagno di squadra João Pedro. È diventato il capitano della squadra under-17 del Fluminense ed ha giocato con l'Under-20 Nel 2020 è stato incluso dal The Guardian fra i migliori talenti della sua generazione. Nel marzo 2021 ha fatto il suo debutto professionistico in una sconfitta per 3-0 contro il Portuguesa-RJ.
Il 15 giugno 2021 la Fluminense ha confermato che Metinho era stato rilasciato dal club per potersi trasferire in Europa. Il 23 luglio si è trasferito al Troyes in Ligue 1 per 5 milioni di euro più bonus. Il 2 luglio 2022 si è trasferito in prestito in Belgio al Lommel per la stagione 2022-2023.
Il 31 agosto 2023 si e unito in prestito allo Sparta Rotterdam.

## Statistiche

### Presenze e reti nei club
Statistiche aggiornate al 8 ottobre 2023.
| Stagione        | Squadra          | Campionato      | Campionato | Campionato | Coppe nazionali | Coppe nazionali | Coppe nazionali | Coppe continentali | Coppe continentali | Coppe continentali | Altre coppe | Altre coppe | Altre coppe | Totale | Totale | Totale |
| Stagione        | Squadra          | Comp            | Pres       | Reti       | Comp            | Pres            | Reti            | Comp               | Pres               | Reti               | Comp        | Pres        | Reti        | Pres   | Reti   |        |
| --------------- | ---------------- | --------------- | ---------- | ---------- | --------------- | --------------- | --------------- | ------------------ | ------------------ | ------------------ | ----------- | ----------- | ----------- | ------ | ------ | ------ |
| 2021            | Fluminense       | CAR             | 1          | 0          |                 | -               | -               |                    | -                  | -                  |             | -           | -           | 1      | 0      |        |
| 2021-2022       | Troyes 2         | N3              | 8          | 2          |                 | -               | -               |                    | -                  | -                  |             | -           | -           | 8      | 2      |        |
| 2022-2023       | Lommel           | 2D              | 26         | 4          | CB              | 1               | 0               |                    | -                  | -                  |             | -           | -           | 27     | 4      |        |
| 2023-2024       | Sparta Rotterdam | ED              | 4          | 0          | CO              | 0               | 0               |                    | -                  | -                  |             | -           | -           | 4      | 0      |        |
| Totale carriera | Totale carriera  | Totale carriera | 38         | 6          |                 | 1               | 0               |                    | -                  | -                  |             | -           | -           | 39     | 6      |        |

## Palmarès
- Campionato svizzero: 1

Basilea: 2024-2025